# 卡瓦坎特
卡瓦坎特是巴西戈亚斯州的一个市镇。总面积6953.646平方公里，总人口9881人，人口密度1.4人/平方公里。